# Irak repüléstilalmi zónái

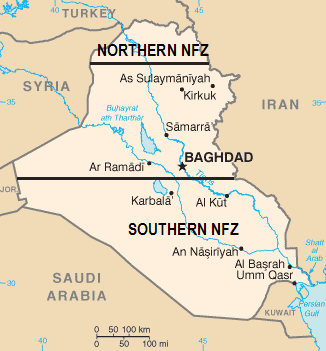
Irak repüléstilalmi zónái (No-fly zones, NFZ) 1991–2003 között.

Az iraki repüléstilalmi zónákat az USA, az Egyesült Királyság és Franciaország jelölte ki az 1991-es öbölháborút követően, hogy ezzel védjék az Észak-Irakban zajló humanitárius műveleteket és a déli síita muszlimokat. A repüléstilalmi zónákba tilos volt berepülniük az Iraki Légierő repülőgépeinek. A légi rendészeti feladatokat az amerikai, brit, francia és szaúdi vadászgépek biztosították a francia erők 1998-as kivonásáig. A műveletekre való felhatalmazást az ENSZ Biztonsági Tanács 688-as határozata adta, amelyet 1991. április 5-én hirdettek ki. Később egy interjúban az ENSZ főtitkára, Butrosz Butrosz-Gáli a zónákat illegálisnak nevezte.

## Története
Az észak-iraki zónát nem sokkal az Öbölháború után alakították ki a 36. szélességi körtől északra fekvő területeken, a délit pedig 1992 augusztusában, ami a 32. szélességi körtől délre fekvő iraki területeket foglalta magába. 1996-ban – a Desert Strike („Sivatagi Csapás”) hadművelet után – ezt felfelé kiterjesztették a 33. körre. Az északi zónát ellenőrizni hivatott katonai légi hadműveletnek a Provide Comfort nevet adták, melynek fő célja a kurdok lakta területek védelme lett, majd ennek befejezését követően a Northern Watch hadművelet néven folytatódott a légi rendészet (ezt a britek Warden hadműveletnek nevezték). A déli zónát a Southern Watch hadművelet volt hivatott ellenőrizni, mely során több önálló hadművelet is indult, hogy a déli zónát biztosítani tudják. 1992-től a 2003-as amerikai vezetésű invázióig állt fenn ez a két repüléstilalmi zóna.
A Desert Storm hadművelet végét követően megindított Provide Comfort hadművelet az észak-iraki kurdok biztonságát szavatolva a légi úton szállított humanitárius segélyek számára biztosított szabad légteret. A hadművelet idején történt egy „baráti tűzzel” járó repülőesemény, amikor 1994. április 14-én két amerikai F–15C vizuális azonosítás nélkül lelőtt két – szintén amerikai – UH–60 Black Hawk közepes szállítóhelikoptert. A helikoptereken ENSZ megfigyelők, kurd diplomaták és fordítók, valamint az őket biztosító amerikai katonák utaztak. Mind a 26 fő életét vesztette. A hadművelet 1996. december 31-én ért véget.
1996 nyarán – amerikai figyelmeztetések ellenére – Irak egy körülbelül 40 000 fős csapatösszevonást hajtott végre Észak-Irak területén, a Provide Comfort-tól délre, fenyegetve ezzel a kurdok lakta településeket és a légtér felett járőröző amerikai–brit koalíciós repülőket. Ebben a hónapban fegyveres összecsapás alakult ki a Kurdisztáni Hazafias Unió (Patriotic Union of Kurdistan, PUK) és a Kurdisztáni Demokrata Párt (KDP) között a régió irányításáért. A kitört kurd polgárháború során több százezer kurd hagyta el otthonát és távozott Törökországba. Augusztus 31-én az összevont erő seregtestei támadást intéztek a PUK által ellenőrzött Irbil városa ellen. A Köztársasági Gárda vezette, gyalogság által támogatott agresszió riasztotta a szövetségi védelmi koalíciós erőket. Bagdad megfenyegette az Öböl Menti Együttműködési Tanács (GCC) tagjait arra az esetre, ha továbbra is segítik az USA és szövetségeseinek őrjáratait az északi zónában. Ezt nyomatékosítva, légvédelmi rakétákkal támadta az északi zónában járőröző repülőgépeket. Mindezen eseményekre a USCENTCOM utasítást kapott az elrettentő válaszcsapás mielőbbi megkezdésére. Az 1991-ben kelt 688. és az 1995-ös 986. ENSZ BT határozatokat semmibe véve az iraki erők tovább folytatták katonai tevékenységeiket. A CENTCOM közben konzultált partnereivel a válaszcsapás módjáról, majd 1996. szeptember 3-án Clinton elnök elrendelte a „Sivatagi Csapás” nevű hadművelet megkezdését. A művelet célja az iraki erők meggyengítése volt, elejét véve egy újabb összecsapásnak, a támadót céljától eltéríteni. Összehangolt robotrepülőgép-támadássorozatot hajtottak végre az iraki légvédelmi komplexumok és a déli légvédelmi vezetési pontok ellen. A következő nap hajnalától 14 000 mérföldet repülő B–52-esek intéztek folyamatosan csapásmérést robotrepülőgépeikkel, melyeket F–14-esek oltalmaztak a térségben. Az emberi hadtörténelem leghosszabb repülési idejű (34 órás) bombázóbevetéseit teljesítették, melyek közben a robotrepülőgépek céladatait az indítás előtt és után is rendre többször módosították, a legfrissebb hírszerzői jelentések alapján. A hadászati bombázógépek pedig több alkalommal vettek fel üzemanyagot a célkörzet közeli járőrözéseik során, később ezt az eljárást Afganisztánban is alkalmazták. Ötödikén két romboló és egy atom-tengeralattjáró is robotrepülőgép-támadást indított kijelölt céljaik ellen. Az alkalmazott precíziós fegyverek minimálisra csökkentették a járulékos károkat. Hetedikén egy újabb repülőgép-hordozó, a USS Enterprise (CVN–65) is a térségbe érkezett az Adriai-tengerről a Szuezi-csatornán át. A diplomáciai kapcsolatok erősítése jegyében több F–16CJ és F–117 század települt török, szaúdi és kuvaiti repterekre, illetve egy nehézharckocsikkal megerősített dandárt is telepítettek a térségbe, hogy elejét vegyék a későbbi iraki katonai fenyegetéseknek. A következő hetekben az összevont iraki erők elhagyták megindulási körzeteiket.
A Provide Comfort befejezését követő napon, 1997. január 1-jén megindították a Northern Watch hadműveletet, amely továbbra is az északi zónát felügyelte, amerikai és brit vadászgépek látták el a légi rendészetet. A gépeket naponta figyelte az iraki légvédelem, folyamatos volt az aktivitás. A hadművelet 2003. május 1-jével ért véget, mikor is az Iraqi Freedom hadművelet megkezdődött.
A Provide Comfort végrehajtása során a déli zónában, 1992. augusztus 27-én megkezdődött a Southern Watch hadművelet, amely a síita népcsoportok ellen irányuló agresszív kormányfellépéseket volt hivatott megakadályozni. A légi rendészetet amerikai, brit, francia és szaúdi vadászgépek látták el, a Délnyugat-ázsiai Egyesített Harci Kötelék amerikai parancsnokság alá tartozott. Irak akkori vezetése, élén Szaddám Huszeinnel, 1992 decemberére megelégelte az „önhatalmú” légi rendészetet és tiltakozásul próbára tette a rendészeti rendszert. 1992. december 27-én a zárolt légtérbe behatoló iraki MiG–25-öt egy amerikai F–16C lelőtte. A következő hónapra kidolgozták a megélénkült iraki légvédelem meggyengítésére irányuló terveket és 1993 januárjában több támadást intéztek iraki légvédelmi komplexumok ellen, valamint lebombáztak egy nukleáris erőművet is. Január 7-én újabb iraki vadászgépet – ezúttal egy MiG–29-est – lőtt le egy szintén amerikai F–16-os. Bagdad ez év augusztusától egy időre felfüggesztette a koalíciós erők gépeire történő támadást.
Husszein nem működött együtt a Nemzetközi Atomenergia-ügynökséggel sem. Az ügynökség kutatóit és ellenőreit kitoloncolták az országból, mindez a nemzetközi politikában nagy port kavart. Emiatt felmerült a gyanú, hogy a rezsim titkos föld alatti bunkerekben nukleáris, biológiai és vegyi fegyvereket állíttat elő. Többször módosították és továbbfejlesztették a már 1991-re kidolgozott támadási terveket és harceljárásokat. Az Öbölháború tapasztalatai alapján megkezdték több nagy átütő- és hatóerejű, precíziós vezérlésű, „bunkerromboló” légibomba tervezését.
Az 1998-ban indított Desert Fox hadművelet célja az iraki haderő harci moráljának meggyengítése volt, de ebben a francia kötelék már nem vett részt, politikai és diplomáciai okokból kilépett a koalíciós kötelékből. A hadművelet négy napig tartott (1998. december 16–19.), melyben Szaddám 14 000 USD-os vérdíjat ajánlott fel bárkinek, aki le tud lőni egyetlen angolszász repülőgépet is. Ezt végül nem adhatta oda senkinek, ugyanis az akcióban egyetlen amerikai–angol repülőgépet sem sikerült lelőniük. A korábban megrongált, vagy megsemmisített, de újból felépített katonai objektumok ellen a következő években több támadást intéztek.
2002-re az iraki légvédelem napi rendszerességgel lőtt ki több tucat légvédelmi rakétát a déli zónában őrjáratozó amerikai–angol vadászgépekre, provokálva azok válaszcsapásait, melyek tovább szítanák az amúgy sem közömbös nemzetközi közvéleményt. Ezért a déli zóna védelmében és a közelgő Iraqi Freedom hadművelet előkészítéseként a CENTCOM és a CENTAF újabb légi műveleteket tervezett, melyeknek összefoglaló neve később Southern Focus hadművelet lett. Magukat a légicsapás-sorozatokat hivatalosan nem nevezték hadműveletnek, ettől függetlenül céljuk az iraki légvédelem szisztematikus és módszeres gyengítése volt. Május elejére mindkét légierő kijelölte a támadandó katonai célpontokat előzetes felderítési adatok alapján. A támadások során a légvédelmi rendszer egyes elemeit rombolták: légelhárító ütegeket, föld-levegő rakétákat, parancsnoki és vezetési központokat, Bagdadból Dél-Irakba tartó adatátviteli kábeleket stb. A hírszerzési műveletek – elektronikai lehallgatások, szárazföldi mélységi felderítések stb. – a támadásokat követően folyamatossá váltak, hogy kellő minőségű információkat gyűjtsenek a közelgő Iraqi Freedom hadművelet megindításához.
Egy 2005 júliusban kelt Brit Védelmi Minisztériumi jelentés megmutatta, hogy ez a provokáció nem volt annyira éles, mint azt a koalíció korábban mutatta. 2001 első hét hónapjában ugyanis 370 provokációnak vélhető incidens történt, októbertől 2002 májusáig mindössze 32-t rögzítettek. Tommy Franks amerikai vezérkari tábornok később beismerte a túldramatizált incidenseket, amelyek indokot adtak az iraki légvédelem módszeres rombolására. A síiták lakta déli zóna védelmében indított „megelőző csapások” között szerepel egy szeptember 5-én végrehajtott is, amelyben 100 db gép támadta a megmaradt légvédelmet Nyugat-Irak területén.
A két repüléstilalmi zónát nem sokkal a 2003-as iraki háború után megszüntették.